# Rachias aureus
Rachias aureus is een spinnensoort in de taxonomische indeling van de bruine klapdeurspinnen (Nemesiidae).
Rachias aureus werd in 1920 beschreven door Mello-Leitão.